# 豊明市立沓掛中学校
豊明市立沓掛中学校（とよあけしりつ くつかけちゅうがっこう）は、愛知県豊明市沓掛町下山にある中学校。学区は豊明市立沓掛小学校と豊明市立中央小学校の学区がそのまま該当し（中央小学校の学区のうち、国道1号より南の区域も栄中学校の学区とはならない）、市域の半分以上を占める。学校は境川に近い場所に位置している。そのため2000年の東海豪雨では校舎が浸水している。

## 沿革
- 1982年4月5日 - 豊明市立沓掛中学校開校[1]
- 1982年7月3日 - プール完成
- 1982年12月27日 - 体育館完成
- 1987年2月20日 - 柔剣道場（和敬館）完成
- 1997年4月 - 沓掛小学校の学区変更に伴い、西川町長田・広原・荒巻地区が本校学区から豊明中学校の学区に戻る。
- 2011年3月24日 - 増築校舎完成

## 歴代校長
- 出原鎌夫

## 部活動
運動部
- 陸上部
- 野球部
- サッカー部
- ソフトテニス（男子・女子）部
- バスケットボール（男子・女子）部
- バレーボール（女子）部
- 卓球（男子・女子）部
- 剣道部

文化部
- 吹奏楽部
- 美術部
- パソコン部

## 卒業生
- 石口良明（探検家）
- 鷲見梓沙（陸上選手 - 全国高校駅伝女子の部3区区間記録保持者）